# 카를미하엘 포글러

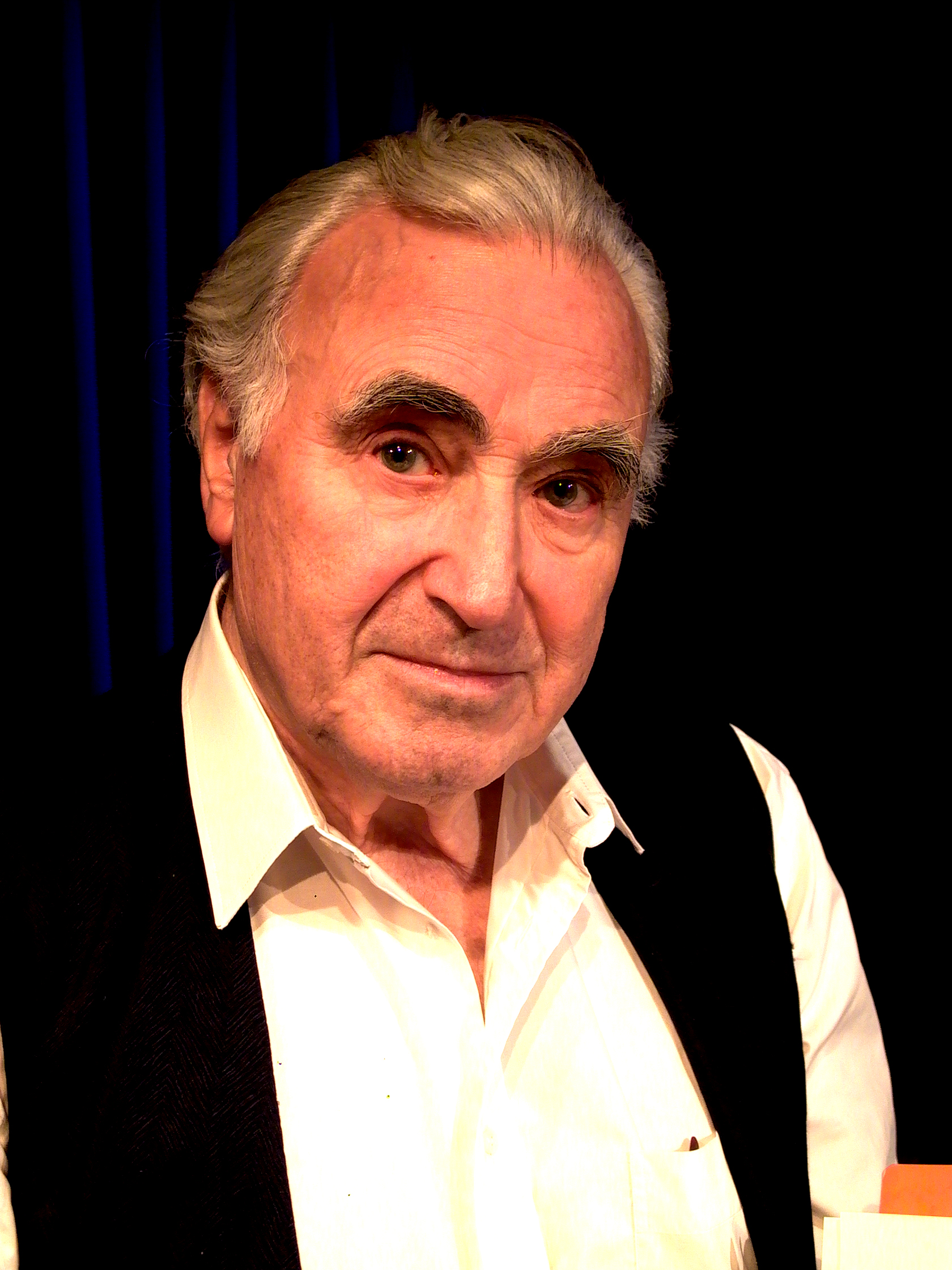

카를미하엘 포글러(독일어: Karl-Michael Vogler, 1928년 8월 28일 ~ 2009년 6월 9일)는 독일의 배우이다.
렘샤이트에서 태어났다.

## 영화
- 샤우트 (1976년)
- 딥 엔드 (1970년)
- 패튼 대전차 군단 (1970년) - 어윈 롬멜 육군원수 역
- 다운힐 레이서 (1969년)
- 대야망 (1966년)
- 럭키 레이디 (1965년)